# 行橋ラジオ中継局
行橋ラジオ中継局（ゆくはしラジオちゅうけいきょく）は、福岡県行橋市にあるRKB毎日放送及び九州朝日放送のAMラジオ中継局。

## 概要
京築地域は北九州市からも離れていたため、AMラジオ放送を良好に受信することが困難であった。そこで、RKBとKBCは、まず試験局として設置し、その後、北九州局の中継局として正式に開局した。このため、県内のAM局で唯一コールサインが無い。
現在に至るまでAMステレオ放送は非実施。当初はRKBが今井地区、KBCが文久地区（行橋総合公園）に設けていたが、RKBが設備の老朽化もあって最終的にKBCの設備に統合。現在は両社で設備を共用している。
なお両社とも、テレビ中継局にFM補完中継局を設置したことから、AMラジオ放送のFM移行に伴う特例措置の適用を申請し、認められた。2024年2月4日付の放送終了後からの半年間、この送信所からの電波送信を停止する。両社は補完局に加え、北九州波が受信できる場合はそちらで聴くよう呼び掛けている。

## 沿革
- 1960年（昭和35年）10月1日 - RKBラジオ開局
- 1962年（昭和37年）10月1日 - KBCラジオ開局
- 2003年（平成15年）4月22日 - 老朽化によりRKBラジオが現在地に移転
- 2024年（令和6年）2月4日 - この日の放送終了を以てFM移行に伴う特例措置として半年間停波予定

## 置局住所
- 行橋市大字今井字文久3670-1

## 周波数・出力
周波数・出力・設置形態は大牟田ラジオ中継局と同一。
| 周波数 （kHz） | 放送系統名 | 空中線電力 | 放送対象地域 | 放送区域内世帯数 |
| -------------- | ---------- | ---------- | ------------ | ---------------- |
| 1062           | RKBラジオ  | 100W       | 福岡県       | -                |
| 1485           | KBCラジオ  | 100W       | 福岡県       | -                |

なおNHK北九州放送局は第1・第2いずれも当地にAM中継局を置いておらず、周辺局を受信。

## 放送区域
- 行橋市、京都郡苅田町、同みやこ町、豊前市、北九州市南東部周辺をカバー。
- 無指向性送信なので大分県中津市・宇佐市周辺、山口県南部でも当局の放送を昼夜通して良好に受信可能。